# Наступление 1969 года
Наступление 1969 года — серия военных операций, проведённых северовьетнамской армией (Вьетнамская народная армия, ВНА) во время войны во Вьетнаме.

## Предпосылки
По итогам 1968 года ситуация складывалась не в пользу коммунистов. Военные операции 1968 года закончились сокрушительным поражением НФОЮВ. Моральный дух частей ВНА и особенно НФОЮВ, значительно упал. На территории Южного Вьетнама большие успехи приносила американская программа умиротворения.
Однако одновременно с этим в американском обществе боевые действия прошедшего года вызвали усиления антивоенных настроений. 31 октября были приостановлены бомбардировки Северного Вьетнама. Начались переговоры, предоставлявшие возможность для достижений политических преимуществ. В этом свете новое наступление обязательно привело бы к жертвам среди личного состава американских войск, что в свою очередь вызвало бы всплеск антимилитаристских настроений и акций протеста в США. На переговорах это было бы весомыми аргументами для Северного Вьетнама.

## Военные действия
Наступление проводилось преимущественно силами регулярной армии Северного Вьетнама, так как партизанские отряды НФОЮВ понесли тяжёлые потери в сражениях 1968 года и не могли полноценно участвовать в наступлении. Основной задачей было нанесение американским частям максимальных потерь, что вызвало бы политический резонанс в США и усиление антивоенного движения. Южновьетнамские базы и войска были названы низко приоритетными целями нападений.
Наступление началось 22 февраля 1969 года, на этот раз сразу после Вьетнамского нового года и продолжалось около трёх недель. В разных частях Южного Вьетнама были проведены наземные атаки против 125 американских военных баз и объектов, но основной упор делался на миномётные и артиллерийские удары ещё по 400 объектам.
Вторая волна наступления началась 12 мая, третья — 12 августа, четвёртая — 4 ноября.

## Итоги
Второе Тетское наступление было наиболее крупной операцией коммунистических сил за год, прошедший после «первого Тета». По оценке ЦУЮВ и руководства Северного Вьетнама наступление не принесло никаких стратегических успехов. Намеченные цели признаны невыполненными. За время наступления погибло более 1000 американских военнослужащих. Вопреки ожиданиям боевой дух партизан ещё более упал, дезертирство личного состава увеличилось. Руководство Северного Вьетнама надолго вернулось к тактике партизанской войны.